# Fußball-Club Bayern München 2013-2014 (femminile)
Questa voce raccoglie le informazioni riguardanti la sezione di calcio femminile del Fußball-Club Bayern München nelle competizioni ufficiali della stagione 2013-2014.

## Stagione
Nella stagione 2013-2014 il Bayern Monaco ha disputato la Frauen-Bundesliga, massima serie del campionato tedesco femminile di calcio, concludendo al quarto posto con 39 punti conquistati in 22 giornate, frutto di undici vittorie, sei pareggi e cinque sconfitte. Nella DFB-Pokal ha raggiunto gli ottavi di finale, dove è stato eliminato dal Colonia.

## Rosa
| N. |                        | Ruolo | Calciatrice        |
| -- | ---------------------- | ----- | ------------------ |
| 1  | Germania (bandiera)    | P     | Kathrin Längert    |
| 2  | Stati Uniti (bandiera) | D     | Gina Lewandowski   |
| 3  | Stati Uniti (bandiera) | D     | Niki Cross         |
| 4  | Germania (bandiera)    | D     | Clara Schöne       |
| 5  | Germania (bandiera)    | D     | Valeria Kleiner    |
| 6  | Germania (bandiera)    | D     | Katharina Baunach  |
| 7  | Croazia (bandiera)     | A     | Ivana Rudelić      |
| 8  | Stati Uniti (bandiera) | A     | Sarah Hagen        |
| 9  | Svizzera (bandiera)    | C     | Vanessa Bürki      |
| 11 | Germania (bandiera)    | A     | Lena Lotzen        |
| 14 | Germania (bandiera)    | C     | Sarah Romert       |
| 15 | Norvegia (bandiera)    | D     | Nora Holstad Berge |
| 16 | Germania (bandiera)    | D     | Rebecca Huyleur    |
| 17 | Germania (bandiera)    | A     | Eunice Beckmann    |
| 17 | Stati Uniti (bandiera) | C     | Erika Tymrak       |

| N. |                        | Ruolo | Calciatrice           |
| -- | ---------------------- | ----- | --------------------- |
| 19 | Austria (bandiera)     | D     | Carina Wenninger      |
| 20 | Germania (bandiera)    | D     | Leonie Maier          |
| 20 | Germania (bandiera)    | C     | Jana Kappes           |
| 21 | Italia (bandiera)      | D     | Raffaella Manieri     |
| 22 | Svezia (bandiera)      | C     | Olivia Schough        |
| 22 | Stati Uniti (bandiera) | C     | Amber Brooks          |
| 25 | Austria (bandiera)     | D     | Viktoria Schnaderbeck |
| 23 | Germania (bandiera)    | C     | Ricarda Walkling      |
| 27 | Austria (bandiera)     | C     | Laura Feiersinger     |
| 29 | Germania (bandiera)    | C     | Ramona Strahl         |
| 30 | Germania (bandiera)    | C     | Jenny Gaugigl         |
| 37 | Germania (bandiera)    | P     | Bianca Henninger      |
| 38 | Germania (bandiera)    | P     | Veronika Gratz        |
| 39 | Italia (bandiera)      | P     | Katja Schroffenegger  |
| 41 | Germania (bandiera)    | P     | Fabienne Weber        |

## Calciomercato

### Sessione estiva
| Acquisti | Acquisti             | Acquisti                        | Acquisti                  |
| R.       | Nome                 | da                              | Modalità                  |
| -------- | -------------------- | ------------------------------- | ------------------------- |
| P        | Bianca Henninger     | FC Kansas City                  | in prestito               |
| P        | Katja Schroffenegger | Jena                            | svincolata                |
| D        | Valeria Kleiner      | 1. FFC Francoforte              | definitivo                |
| D        | Franziska Jaser      | TSG Thannhausen [Primavera B]   |                           |
| D        | Leonie Maier         | Bad Neuenahr                    |                           |
| D        | Raffaella Manieri    | Torres                          | svincolata                |
| C        | Erika Tymrak         | FC Kansas City                  | in prestito               |
| C        | Ricarda Walkling     | Bayern Monaco [Primavera B (F)] | aggregata dalle giovanili |

| Cessioni | Cessioni       | Cessioni         | Cessioni                       |
| R.       | Nome           | a                | Modalità                       |
| -------- | -------------- | ---------------- | ------------------------------ |
| C        | Isabell Bachor | LSK Kvinner      |                                |
| C        | Julia Šimić    | Turbine Potsdam  |                                |
| A        | Sylvie Banecki | Bayern Monaco II | aggregata alla squadra riserve |

### Sessione invernale
| Acquisti | Acquisti           | Acquisti             | Acquisti   |
| R.       | Nome               | da                   | Modalità   |
| -------- | ------------------ | -------------------- | ---------- |
| D        | Nora Holstad Berge | Arna-Bjørnar         | svincolata |
| C        | Olivia Schough     | Kopparbergs/Göteborg | svincolata |
| A        | Eunice Beckmann    | Linköping            | svincolata |

| Cessioni | Cessioni         | Cessioni        | Cessioni      |
| R.       | Nome             | a               | Modalità      |
| -------- | ---------------- | --------------- | ------------- |
| P        | Bianca Henninger | FC Kansas City  | fine prestito |
| C        | Amber Brooks     | Portland Thorns |               |
| C        | Erika Tymrak     | FC Kansas City  | fine prestito |

## Risultati

### Frauen-Bundesliga

#### Girone di andata
| Arbitro: | Rafalski (Baunatal) |

|              |           |             |
| Goeßling 69’ | Marcatori | 15’ Baunach |

| Arbitro: | Muller-Schmah (Potsdam) |

|                       |           |            |
| Lotzen 23’ Brooks 34’ | Marcatori | 50’ Starke |

| Arbitro: | Hussein (Bad Harzburg) |

|               |           |                     |
| Ioannidou 20’ | Marcatori | 6’ Brooks 21’ Hagen |

| Arbitro: | Biehl (Siesbach) |

|                                                  |           |                             |
| Brooks 11’, 27’ Bürki 66’ Hagen 69’ Walkling 90’ | Marcatori | 18’ Bruggemann 32’ Islacker |

| Arbitro: | Elsner (Duisburg) |

|                                             |           |           |
| Šašić 30’, 75’ Alushi 47’ (rig.) Kuznik 67’ | Marcatori | 65’ Cross |

| Arbitro: | Illing (Limbach-Oberfrohna) |

|                |           |  |
| Hagen 32’, 71’ | Marcatori |  |

| Arbitro: | Lohmeyer (Holtland) |

|                                           |           |  |
| Brooks 22’ Hagen 29’, 45’, 88’ Schone 52’ | Marcatori |  |

| Arbitro: | Heimann (Gladbeck) |

|          |           |            |
| Rall 57’ | Marcatori | 38’ Romert |

| Arbitro: | Wolk (Worms) |

|  |           |           |
|  | Marcatori | 65’ Oster |

| Arbitro: | Wozniak (Herne) |

|                        |           |                              |
| Betz 36’ Schneider 90’ | Marcatori | 14’ Schnaderbeck 22’ Baunach |

| Arbitro: | Baitinger (Friesenheim) |

|                |           |                         |
| Lewandowski 8’ | Marcatori | 20’ Hegerberg 49’ Evans |

#### Girone di ritorno
| Arbitro: | Stolz (Pritzwalk) |

|                              |           |           |
| Maier 6’ Bürki 75’ Hagen 83’ | Marcatori | 4’ Keßler |

| Arbitro: | Rafalski (Baunatal) |

|  |           |                       |
|  | Marcatori | 38’ Hagen 87’ Baunach |

| Arbitro: | Muller-Schmah (Potsdam) |

|                                       |           |  |
| Lewandowski 63’ Gaugigl 65’ Bürki 68’ | Marcatori |  |

| Arbitro: | Biehl (Siesbach) |

|              |           |                               |
| Bernauer 54’ | Marcatori | 33’ Lotzen 83’ (rig.) Baunach |

| Arbitro: | Baitinger (Friesenheim) |

|            |           |          |
| Schöne 83’ | Marcatori | 26’ Andō |

| Arbitro: | Hussein (Bad Harzburg) |

|                                 |           |                                |
| Panfil 47’ Linden 60’ Weber 66’ | Marcatori | 45’ Holstad Berge 76’ Beckmann |

| Arbitro: | Illing (Limbach-Oberfrohna) |

|                      |           |                        |
| Schiewe 5’ Treml 89’ | Marcatori | 35’ Beckmann 44’ Bürki |

| Arbitro: | Kurtes (Düsseldorf) |

|                                                                                              |           |  |
| Holstad Berge 14’ Hagen 25’, 71’ Lewandowski 27’ Lotzen 44’ Bürki 50’ Rudelić 78’ Schone 89’ | Marcatori |  |

| Arbitro: | Hussein (Bad Harzburg) |

|  |           |             |
|  | Marcatori | 25’ Baunach |

| Arbitro: | Appelmann (Alzey) |

|                               |           |                               |
| Pankratz 1’ (aut.) Lotzen 17’ | Marcatori | 21’, 85’ Iwabuchi 55’ Stoller |

| Arbitro: | Illing (Limbach-Oberfrohna) |

|           |           |           |
| Zietz 65’ | Marcatori | 60’ Hagen |

### DFB-Pokal
| Arbitro: | Söder (Ingolstadt) |

|  |           |                                                           |
|  | Marcatori | 11’ Schöne 12’, 30’ Tymrak 16’ Brooks 54’, 60’, 84’ Hagen |

| Arbitro: | Appelmann (Alzey) |

|                      |           |  |
| Grings 89’ Knopf 90’ | Marcatori |  |

## Statistiche

### Statistiche di squadra
| Competizione         | Punti | In casa | In casa | In casa | In casa | In casa | In casa | In trasferta | In trasferta | In trasferta | In trasferta | In trasferta | In trasferta | Totale | Totale | Totale | Totale | Totale | Totale | DR  |
| Competizione         | Punti | G       | V       | N       | P       | Gf      | Gs      | G            | V            | N            | P            | Gf           | Gs           | G      | V      | N      | P      | Gf     | Gs     | DR  |
| -------------------- | ----- | ------- | ------- | ------- | ------- | ------- | ------- | ------------ | ------------ | ------------ | ------------ | ------------ | ------------ | ------ | ------ | ------ | ------ | ------ | ------ | --- |
| Frauen Bundesliga    | 39    | 11      | 7       | 1       | 3       | 32      | 11      | 11           | 4            | 5            | 2            | 17           | 16           | 22     | 11     | 6      | 5      | 49     | 27     | +22 |
| DFB-Pokal der Frauen | -     | -       | -       | -       | -       | -       | -       | 2            | 1            | 0            | 1            | 7            | 2            | 2      | 1      | 0      | 1      | 7      | 2      | +5  |
| Totale               | -     | 11      | 7       | 1       | 3       | 32      | 11      | 13           | 5            | 5            | 3            | 24           | 18           | 24     | 12     | 6      | 6      | 56     | 29     | +27 |

### Andamento in campionato
| Giornata  | 1 | 2 | 3 | 4 | 5 | 6 | 7 | 8 | 9 | 10 | 11 | 12 | 13 | 14 | 15 | 16 | 17 | 18 | 19 | 20 | 21 | 22 |
| --------- | - | - | - | - | - | - | - | - | - | -- | -- | -- | -- | -- | -- | -- | -- | -- | -- | -- | -- | -- |
| Luogo     | T | C | T | C | T | C | C | T | C | T  | C  | C  | T  | C  | T  | C  | T  | T  | C  | T  | C  | T  |
| Risultato | N | V | V | V | P | V | V | N | P | N  | P  | V  | V  | V  | V  | N  | P  | N  | V  | V  | P  | N  |
| Posizione | 8 | 4 | 3 | 2 | 4 | 3 | 3 | 4 | 4 | 4  | 4  | 4  | 4  | 4  | 4  | 4  | 4  | 4  | 4  | 4  | 4  | 4  |

Legenda:

Luogo: C = Casa; T = Trasferta. Risultato: V = Vittoria; N = Pareggio; P = Sconfitta.

### Statistiche delle giocatrici
| Giocatore         | Frauen-Bundesliga | Frauen-Bundesliga | Frauen-Bundesliga | Frauen-Bundesliga | DFB-Pokal der Frauen | DFB-Pokal der Frauen | DFB-Pokal der Frauen | DFB-Pokal der Frauen | Totale   | Totale | Totale      | Totale     |
| Giocatore         | Presenze          | Reti              | Ammonizioni       | Espulsioni        | Presenze             | Reti                 | Ammonizioni          | Espulsioni           | Presenze | Reti   | Ammonizioni | Espulsioni |
| ----------------- | ----------------- | ----------------- | ----------------- | ----------------- | -------------------- | -------------------- | -------------------- | -------------------- | -------- | ------ | ----------- | ---------- |
| K. Baunach        | 20                | 5                 | 2                 | 1                 | 1                    | 0                    | 0                    | 0                    | 21       | 5      | 2           | 1          |
| E. Beckmann       | 10                | 2                 | 2                 | 0                 | -                    | -                    | -                    | -                    | 10       | 2      | 2           | 0          |
| A. Brooks         | 9                 | 5                 | 3                 | 0                 | 2                    | 1                    | 0                    | 0                    | 11       | 6      | 3           | 0          |
| V. Bürki          | 21                | 5                 | 1                 | 0                 | 1                    | 0                    | 1                    | 0                    | 22       | 5      | 2           | 0          |
| N. Cross          | 13                | 1                 | 1                 | 0                 | 2                    | 0                    | 0                    | 0                    | 15       | 1      | 1           | 0          |
| L. Feiersinger    | 12                | 0                 | 1                 | 0                 | 1                    | 0                    | 0                    | 0                    | 13       | 0      | 1           | 0          |
| J. Gaugigl        | 9                 | 1                 | 1                 | 0                 | 1                    | 0                    | 0                    | 0                    | 10       | 1      | 1           | 0          |
| V. Gratz          | 1                 | -3                | 0                 | 0                 | 0                    | 0                    | 0                    | 0                    | 1        | -3     | 0           | 0          |
| S. Hagen          | 21                | 12                | 3                 | 0                 | 2                    | 3                    | 0                    | 0                    | 23       | 15     | 3           | 0          |
| B. Henninger      | 0                 | 0                 | 0                 | 0                 | 0                    | 0                    | 0                    | 0                    | 0        | 0      | 0           | 0          |
| N. Holstad Berge  | 12                | 1                 | 1                 | 0                 | -                    | -                    | -                    | -                    | 12       | 1      | 1           | 0          |
| R. Huyleur        | 3                 | 0                 | 0                 | 0                 | 1                    | 0                    | 0                    | 0                    | 4        | 0      | 0           | 0          |
| J. Kappes         | -                 | -                 | -                 | -                 | -                    | -                    | -                    | -                    | -        | -      | -           | -          |
| V. Kleiner        | 0                 | 0                 | 0                 | 0                 | -                    | -                    | -                    | -                    | 0        | 0      | 0           | 0          |
| K. Längert        | 21                | -24               | 0                 | 0                 | 2                    | -2                   | 1                    | 0                    | 23       | -26    | 1           | 0          |
| G. Lewandowski    | 12                | 3                 | 1                 | 0                 | -                    | -                    | -                    | -                    | 12       | 3      | 1           | 0          |
| L. Lotzen         | 12                | 4                 | 2                 | 0                 | -                    | -                    | -                    | -                    | 12       | 4      | 2           | 0          |
| L. Maier          | 12                | 1                 | 4                 | 0                 | 2                    | 0                    | 0                    | 0                    | 14       | 1      | 4           | 0          |
| R. Manieri        | 14                | 0                 | 1                 | 0                 | 0                    | 0                    | 0                    | 0                    | 14       | 0      | 1           | 0          |
| S. Romert         | 13                | 1                 | 1                 | 0                 | 2                    | 0                    | 0                    | 0                    | 15       | 1      | 1           | 0          |
| I. Rudelić        | 7                 | 1                 | 0                 | 0                 | -                    | -                    | -                    | -                    | 7        | 1      | 0           | 0          |
| V. Schnaderbeck   | 21                | 1                 | 1                 | 0                 | 2                    | 0                    | 0                    | 0                    | 23       | 1      | 1           | 0          |
| C. Schöne         | 20                | 3                 | 3                 | 0                 | 2                    | 1                    | 0                    | 0                    | 22       | 4      | 3           | 0          |
| K. Schroffenegger | -                 | -                 | -                 | -                 | -                    | -                    | -                    | -                    | -        | -      | -           | -          |
| O. Schough        | 6                 | 0                 | 0                 | 0                 | -                    | -                    | -                    | -                    | 6        | 0      | 0           | 0          |
| R. Strahl         | -                 | -                 | -                 | -                 | -                    | -                    | -                    | -                    | -        | -      | -           | -          |
| E. Tymrak         | 6                 | 0                 | 0                 | 0                 | 2                    | 2                    | 0                    | 0                    | 8        | 2      | 0           | 0          |
| R. Walkling       | 9                 | 1                 | 0                 | 0                 | 2                    | 0                    | 0                    | 0                    | 11       | 1      | 0           | 0          |
| F. Weber          | 0                 | 0                 | 0                 | 0                 | -                    | -                    | -                    | -                    | 0        | 0      | 0           | 0          |
| C. Wenninger      | 9                 | 0                 | 0                 | 0                 | 2                    | 0                    | 0                    | 1                    | 11       | 0      | 0           | 1          |